# Alfabeto uzbeko
El idioma uzbeko ha sido escrito en varios alfabetos, incluyendo el árabe, el cirílico y el latino. En Uzbekistán, ahora está escrito oficialmente en el alfabeto latino. En la región de Sinkiang en China, algunos uzbekohablantes escriben usando cirílico, mientras que otros aplican el alfabeto árabe uigur para el uzbeko. Los uzbekos de Afganistán también escriben uzbeko usando la escritura árabe. La escritura uzbeka en árabe se enseña en las escuelas de Afganistán.

## Historia
Al igual que todas las lenguas túrquicas en Asia Central, el uzbeko fue escrito en varias formas de escritura árabe («Yaña imlâ») por la población alfabetizada.
Entre 1928 y 1940, como parte de programas integrales para educar (e influir políticamente) a los uzbekos, que por primera vez ahora tenían su propia región cartográficamente delimitada, la escritura uzbeka se cambió al alfabeto latino (Yañalif, propuesta para latinizar el Yana imla que se desarrolló en 1924). La latinización del uzbeko se llevó a cabo en el contexto de la latinización de todas las lenguas túrquicas.
| A a | B ʙ | C c | Ç ç | D d | E e | Ə ə | F f |
| G g | Ƣ ƣ | H h | I i | J j | K k | L l | M m |
| N n | Ꞑ ꞑ | O o | Ө ө | P p | Q q | R r | S s |
| Ş ş | T t | U u | V v | X x | Y y | Z z | Ƶ ƶ |
| Ь ь | '   |     |     |     |     |     |     |

En 1940, el uzbeko se cambió al alfabeto cirílico bajo la dirección de Iósif Stalin. Hasta 1992, el uzbeko se siguió escribiendo con un alfabeto cirílico en casi todas partes, pero actualmente en Uzbekistán la escritura latina se ha reintroducido oficialmente, pese a que aún el uso del cirílico está muy extendido. La fecha límite en Uzbekistán para hacer esta transición ha sido cambiada repetidamente. La última fecha límite fue 2005, pero se postergó para proporcionar algunos años más.
La educación en muchas áreas de Uzbekistán se desarrolla en la escritura latina, y en 2001 la escritura latina comenzó a usarse en la acuñación de monedas. Desde 2004, algunos sitios web oficiales han pasado a utilizar el alfabeto latino al escribir en uzbeko. La mayoría de los letreros callejeros también están en el nuevo alfabeto latino. El principal canal nacional de televisión de Uzbekistán, O'zbekiston telekanali, también ha cambiado a la escritura latina cuando escribe en uzbeko, aunque los noticieros aún se emitían en alfabeto cirílico. A partir del año 2010, el expresidente uzbeko Islam Karimov ordena la transición definitiva para que se utilice nuevamente el alfabeto latino.

## Orden alfabético
El alfabeto latino uzbeko tiene 29 letras:
| A a   | B b   | D d   | E e   | F f   | G g | H h | I i |
| J j   | K k   | L l   | M m   | N n   | O o | P p | Q q |
| R r   | S s   | T t   | U u   | V v   | X x | Y y | Z z |
| Oʻ oʻ | Gʻ gʻ | Sh sh | Ch ch | Ng ng |     |     |     |

El símbolo ⟨ʼ⟩ no constituye una letra distinta.

## Tabla de correspondencias
A continuación se diagrama una tabla comparativa de los alfabetos latinos y cirílicos para el idioma uzbeko, con sus sonidos representados.
| Latino | Cirílico  | Nombre                                                        | Equivalente en turco | Árabe            | AFI                                                                       | Aproximación en varios idiomas |
| ------ | --------- | ------------------------------------------------------------- | -------------------- | ---------------- | ------------------------------------------------------------------------- | --- |
| A a    | А а       | a                                                             | A a / E e            | ە ئە ە           | /a, æ/                                                                    | ahora, cat |
| B b    | Б б       | be                                                            | B b                  | ب                | /b/                                                                       | batata |
| D d    | Д д       | de                                                            | D d                  | د                | /d̪/                                                                       | dado |
| E e    | Э э / Е е | e                                                             | E e                  | ئې ې ئې ې        | /e/                                                                       | elemento |
| F f    | Ф ф       | ef                                                            | F f                  | ف                | /ɸ/                                                                       | fabrik |
| G g    | Г г       | ge                                                            | G g                  | گ                | /ɡ/                                                                       | gol |
| H h    | Ҳ ҳ       | ha                                                            | H h                  | ھ y ح            | /h/                                                                       | how |
| I i    | И и       | i                                                             | I ı / İ i            | ئى ى ئى ى        | /i, ɨ/                                                                    | mínimo, yvy |
| J j    | Ж ж       | je                                                            | C c / J j            | ژ y ج            | /ʤ/, /ʒ/                                                                  | joke, journal |
| K k    | К к       | ka                                                            | K k                  | ك                | /k/                                                                       | calculadora |
| L l    | Л л       | el                                                            | L l                  | ل                | /l/                                                                       | lista |
| M m    | М м       | em                                                            | M m                  | م                | /m/                                                                       | manual |
| N n    | Н н       | en                                                            | N n                  | ن                | /n/                                                                       | ninguno |
| O o    | О о       | o                                                             | O o / Â â            | ا ئا ,ا ا و ئو و | /ɒ/, /ɔ/                                                                  | hot, call (pronunciación recibida) |
| P p    | П п       | pe                                                            | P p                  | پ                | /p/                                                                       | piso |
| Q q    | Қ қ       | qa                                                            |                      | ق                | /q/, /x/                                                                  | como una "k", pero con el sonido naciendo en la garganta |
| R r    | Р р       | er                                                            | R r                  | ر                | /ɾ~r/                                                                     | pero, rata |
| S s    | С с       | es                                                            | S s                  | س                | /s/                                                                       | sucio |
| T t    | Т т       | te                                                            | T t                  | ت                | /t̪/                                                                       | talón |
| U u    | У у       | u                                                             | U u / Ü ü            | ۇ ئۇ             | Archivo de audio "ʉ/" no encontradoVéase:Vocal cerrada central redondeada | ubicación |
| V v    | В в       | ve                                                            | V v                  | ۋ                | /v, w/                                                                    | vision |
| X x    | Х х       | xa                                                            |                      | خ                | /x/                                                                       | jamón |
| Y y    | Й й       | ye                                                            | Y y                  | ي                | /j/                                                                       | yes |
| Z z    | З з       | ze                                                            | Z z                  | ز                | /z/                                                                       | zebra |
| Oʻ oʻ  | Ў ў       | oʻ                                                            | Ö ö                  | و ئو             | /ө, o/                                                                    | fur, row |
| Gʻ gʻ  | Ғ ғ       | gʻa                                                           | Ğ ğ                  | غ                | /ʁ/                                                                       | representação |
| Sh sh  | Ш ш       | sha                                                           | Ş ş                  | ش                | /ʃ/                                                                       | show |
| Ch ch  | Ч ч       | che                                                           | Ç ç                  | چ                | /ʧ/                                                                       | chaqueta |
| Ng ng  | нг        | nge                                                           |                      | ڭ                | /ŋ/                                                                       | king |
| ʼ      | ъ         | tutuq belgisi (ʼ) ("apóstrofe"); ayirish/ajratish belgisi (ъ) |                      | ئ y ء            | /ʔ/, /ː/                                                                  | Tanto "ʼ" (tutuq belgisi) como "ъ" (ayirish belgisi) son utilizados:(1) para marcar la pausa glotal entre vocales o una consonante y vocal. (2) para marcar una vocal larga antes de una consonante. (3) para marcar la geminación de una consonante al final de la palabra. |

El cirílico añade tres vocales iotadas y dos consonantes de las cuales "Ь ь" únicamente es usado para los préstamos del ruso. Aquí con sus equivalentes latinos: 
| cirílico | latino | nombre             | AFI      |
| -------- | ------ | ------------------ | -------- |
| Ё ё      | yo     | yo                 | /jɔ, jo/ |
| Ц ц      | s, ts  | se, tse            | /ʦ/, /s/ |
| ь        |        | yumshatish belgisi | /j/      |
| Ю ю      | yu     | yu                 | /ju, jʉ/ |
| Я я      | ya     | ya                 | /ja, jæ/ |

Notas
1. ↑  La "Е е" cirílica al comienzo de una palabra y después de una vocal es "Ye ye" en el alfabeto latino.
2. 1 2  En préstamos desde el ruso.
3. ↑  En algunas palabras escritas con la letra "q", el sonido ha cambiado ahora a /x/, como en o‘quvchi [oˈxuv.tʃi] "pupilo" y haqiqiy [hæxiˈxiː] "real". No hay ninguna ley de cambio de sonido efectivo cuando ocurre este proceso.
4. ↑  Tutuq belgisi (ʼ) en alfabeto latino también se usa para indicar que las letras deberían ser pronunciadas por separado. Por ejemplo, en el sustantivo Isʼhoq (Исҳоқ) la "s" y la "h" se pronuncian por separado.